# Рош-га-Нікра
Рош-га-Нікра (івр. ראש הנקרה, «голова печери») — геологічна формація у Північному окрузі Ізраїлю на узбережжі Середземного моря, в Західній Галілеї біля кордону з Ліваном. Формація являє собою білу крейдяну скелю, в якій відкриваються кілька захоплюючих гротів. Є також три острови на півдні заповідника.

### Загальний опис
Гроти Рош-га-Нікри є глибокими тунелями, виточеними морською водою в м'якій породі скелі. Їх повна довжина становить близько 200 м. Вони розгалужуються в кількох напрямках, формуючи кілька зв'язаних сегментів. Раніше вони були доступними тільки з боку моря, проте зараз прокладено канатну дорогу, що дозволяє відвідувачам оглядати гроти.
В горі також проритий тунель, який, за деякими відомостями, був зроблений армією Александра Македонського для проходу на південь після завоювання Тіра у 333 році до н. е. 
У 1918 році всередині тунелю був побудований шлях для проходу моторизованого транспорту британської армії, а у 1942 році була побудована залізниця, по якій до 1948 року проходило залізничне сполучення між підмандатною Палестиною та Ліваном.
Тунель був підірваний загонами Хагани 14 березня 1948 року під час арабо-ізраїльської війни 1947—1949 років (в Ізраїлі відомої як Війна за незалежність) для запобігання вторгнення ліванських військ.
Для полегшення доступу туристів до гроту 1968 року в скелі була пробита оглядова галерея загальною довжиною близько 400 метрів. Комплекс обладнаний канатною дорогою для полегшення спуску з гори до тунелів. Канатна дорога включає два вагончика (червоний і жовтий) місткістю до 15 осіб кожен. Шлях в одну сторону займає близько однієї хвилини.
Наразі Рош-га-Нікра — ізраїльський природний заповідник, що охороняється Державою Ізраїль.
Пішохідний маршрут, що проходить через карстові скельні породи, дозволяє відвідувачам помилуватися гротами. 
Може не працювати в зимовий період і під час штормів.

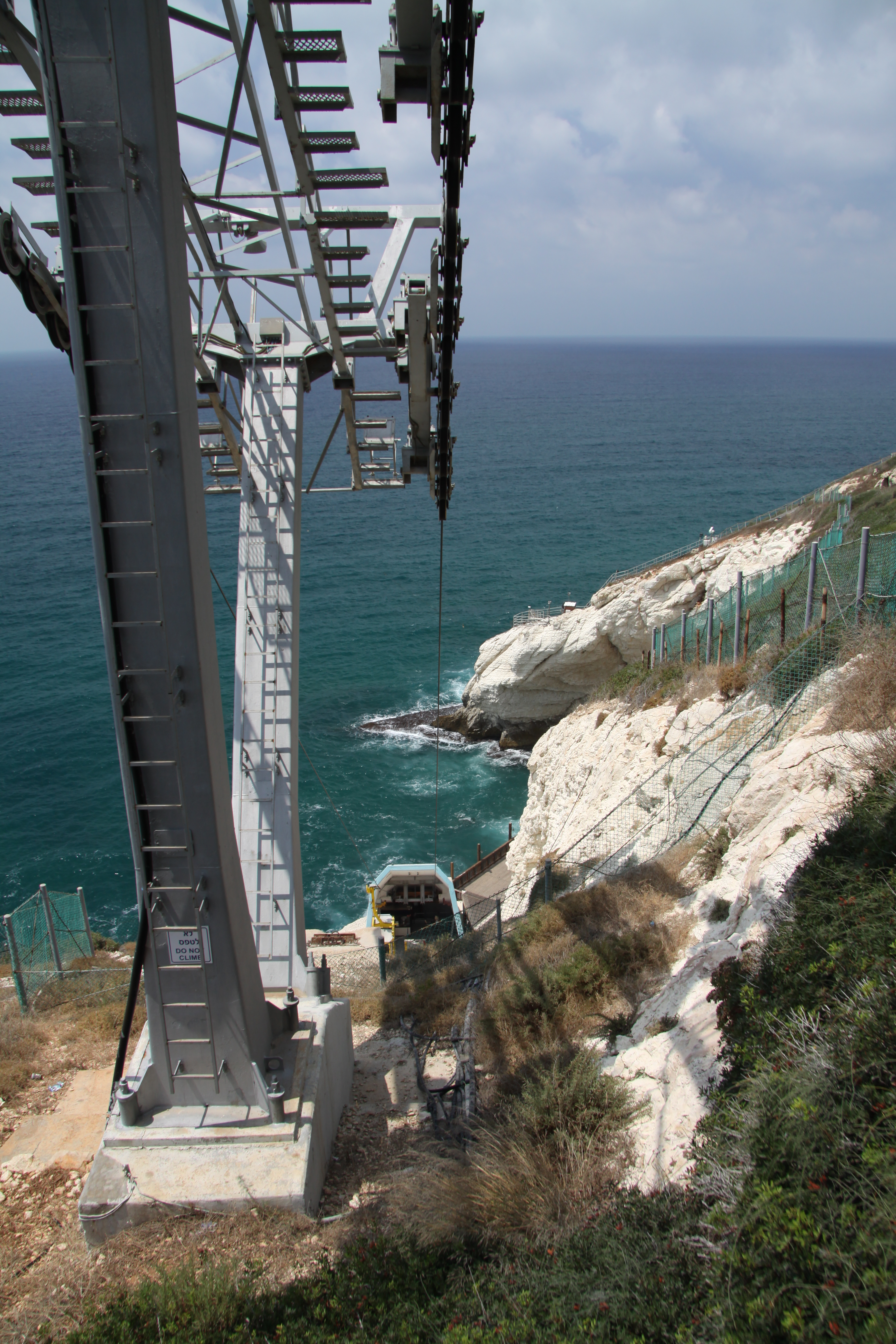
Канатна дорога, що веде до Рош-га-Нікра

## Геологічна структура
Геологічна будова Рош-га-Нікра складається з трьох шарів:
- Самий нижній шар вапняку в значній мірі знаходиться нижче рівня моря.
- Середній шар м'якої крейди утворює гострі скелі, висота яких сягає 70 метрів, які переплітаються з крем'яними смужками. У цьому шарі морськими хвилями були викопані печери.
- Верхній шар складаються з доломітів.

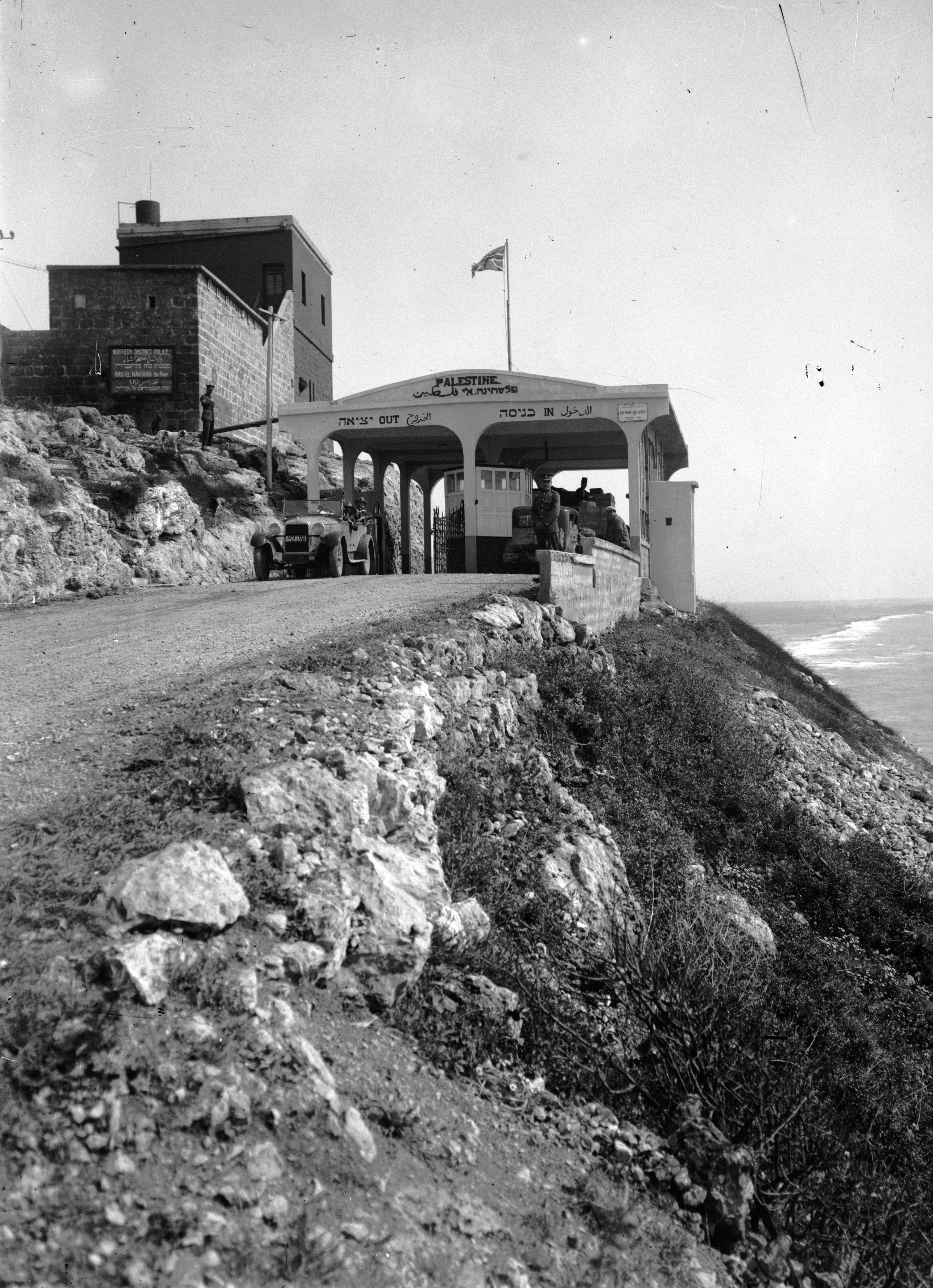
Британський прикордонний пост на узбережжі. Північний поліцейський округ. (~1920—1933 р.)

## Заповідник
Заповідник включає в себе два окремі блоки на пляжі між Національними парками Ахзів і Рош-га-Нікра.
В районі заповідника знаходиться хребет, з ділянками прибережного шару, який поєднує в собі типову середземноморську рослинність і берегову рослинність.
На пляжі є рідкісні рослини які ростуть у Галілеї. 
У 2013 році в цьому заповіднику був виявлений забутий вид — "Anthemis amblyolepis" (Пупавка тупочешуйчата, івр. קחוון קטום-מוצים), це є єдине місце в Ізраїлі, де він росте.

## Галерея

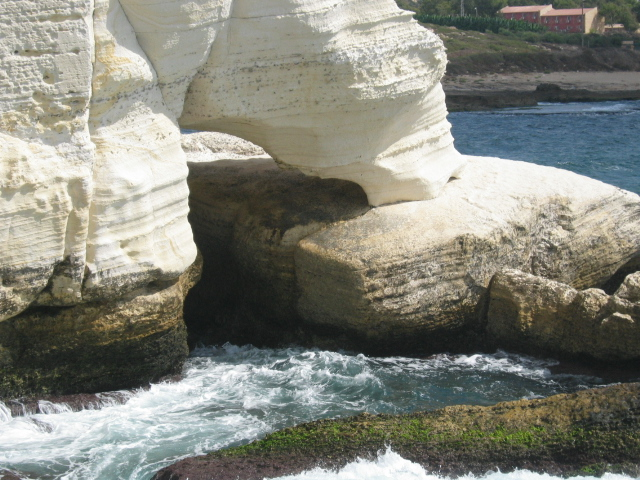
Рош-га-Нікра
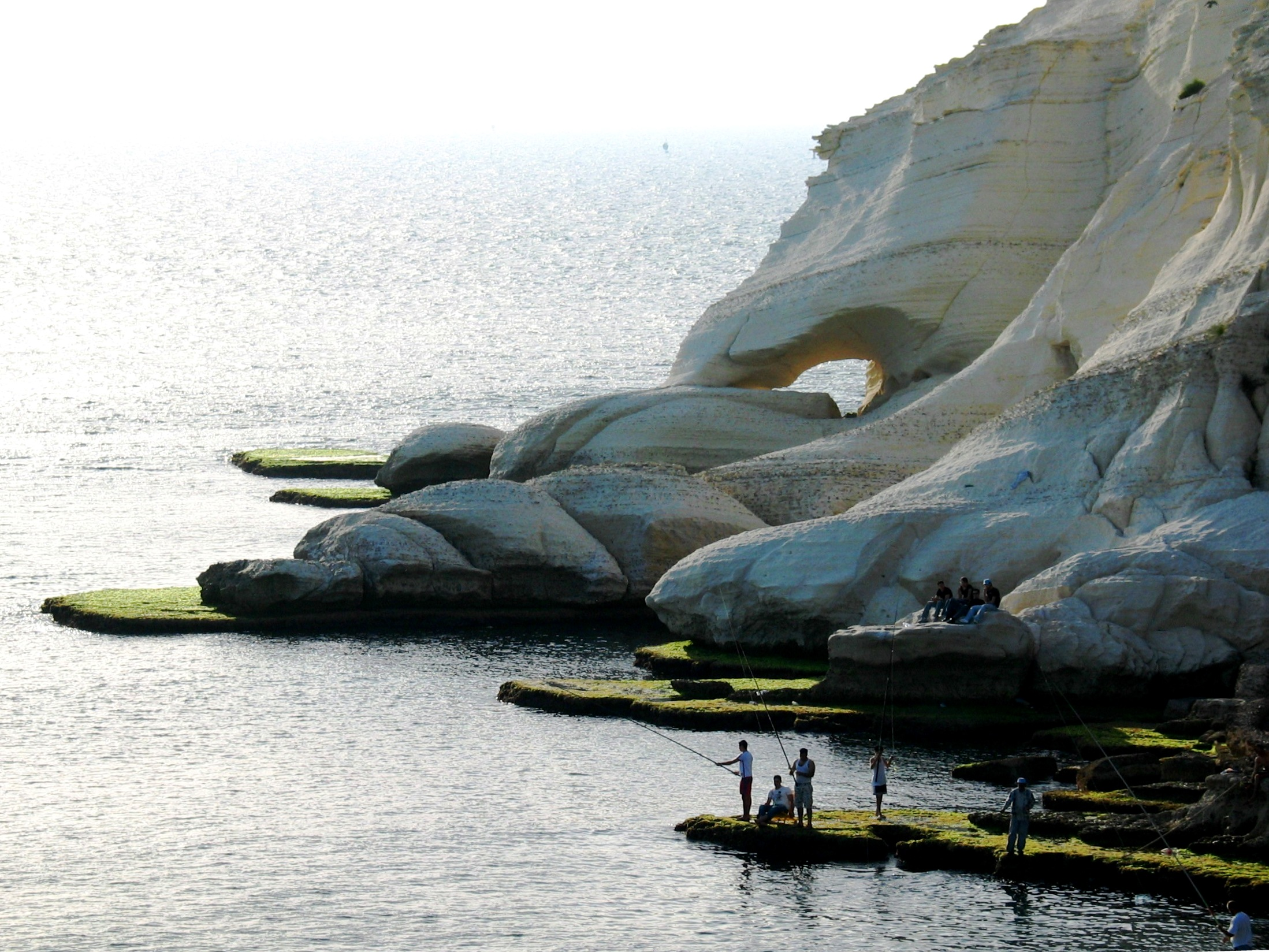
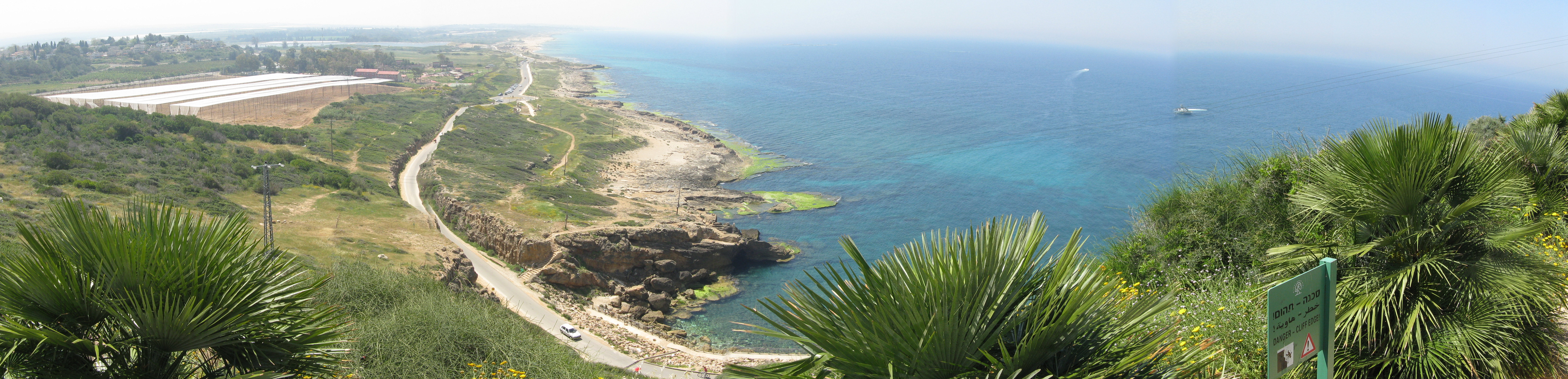
Панорама з гори Рош-га-Нікра.
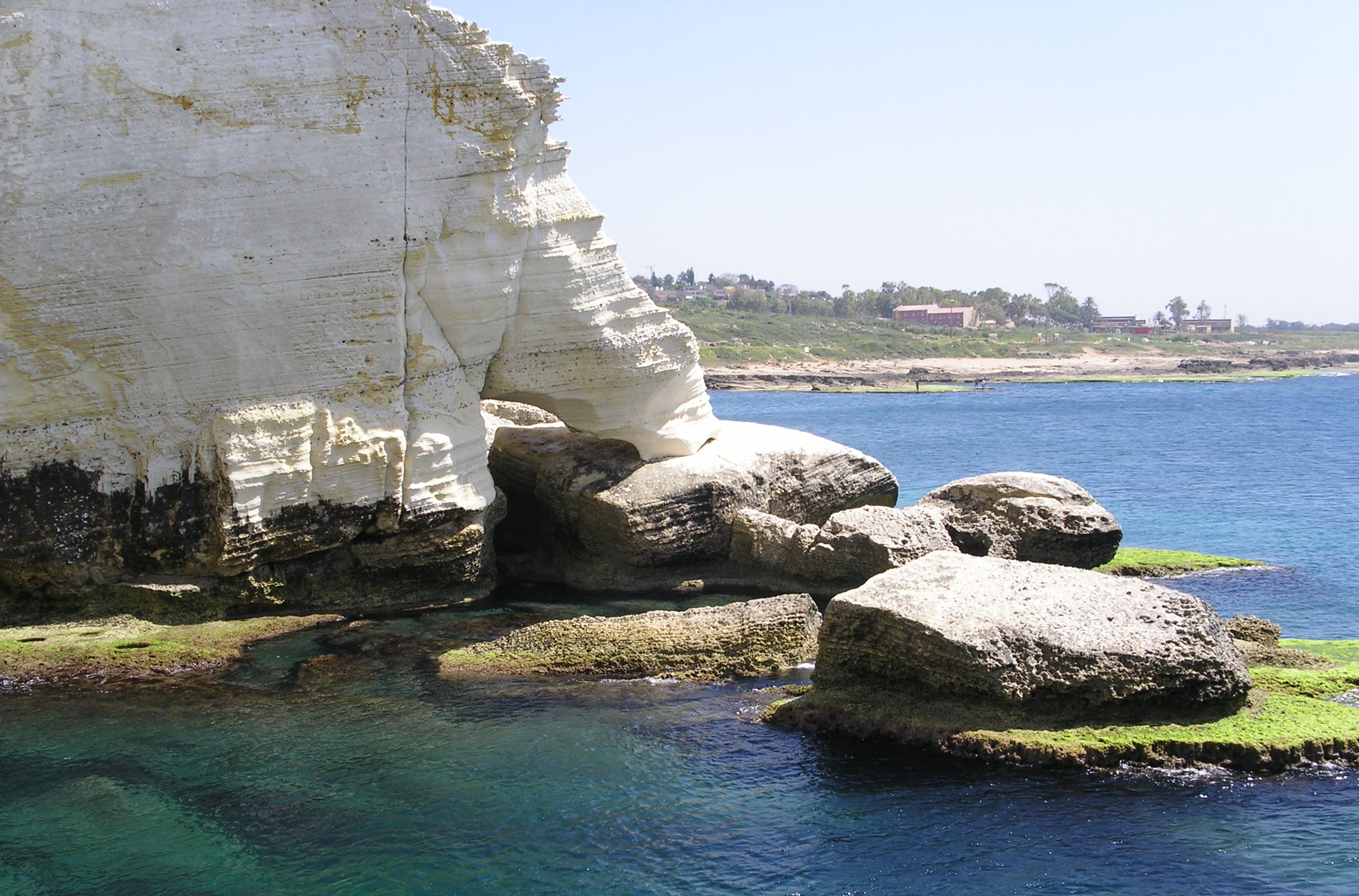
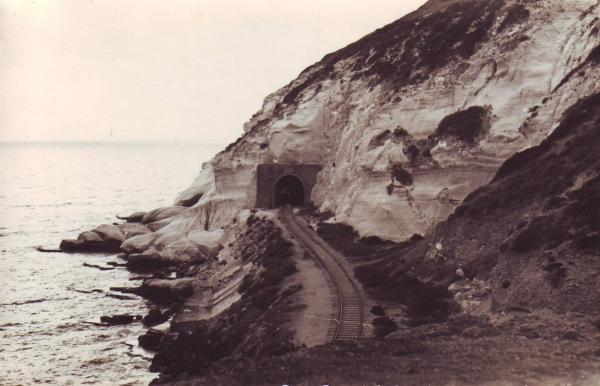
Стара залізниця
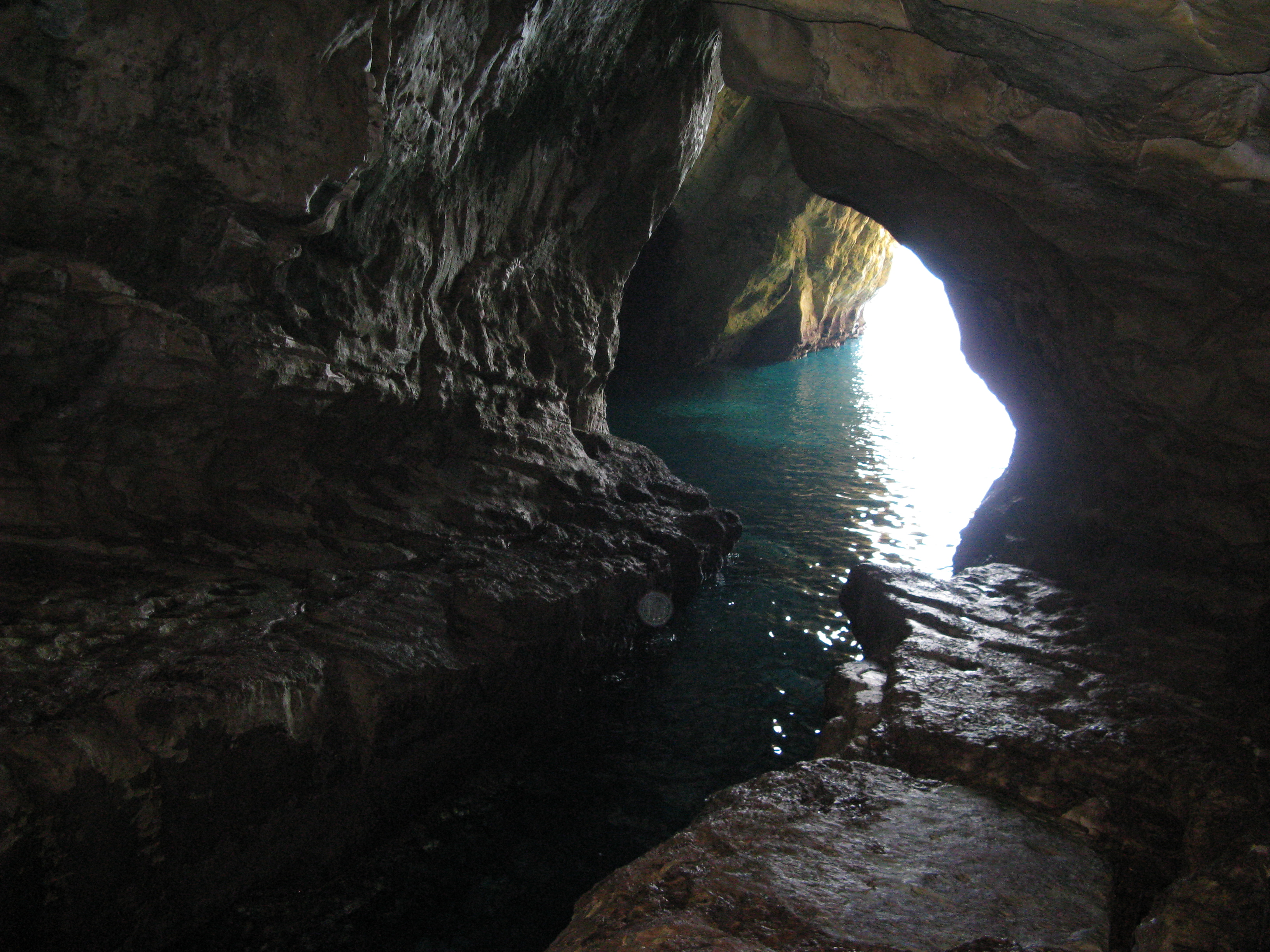
усередині гроту
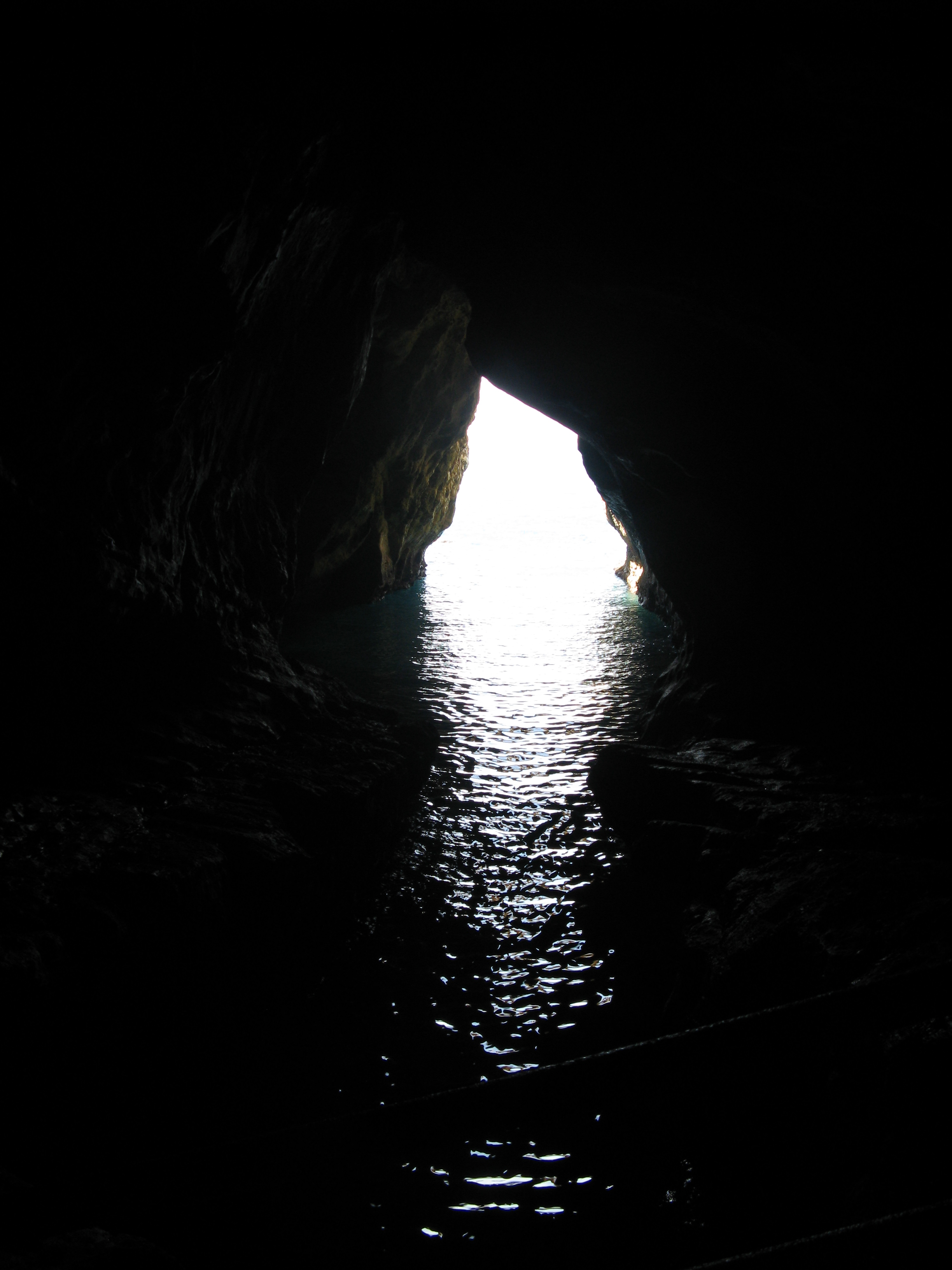
усередині гроту
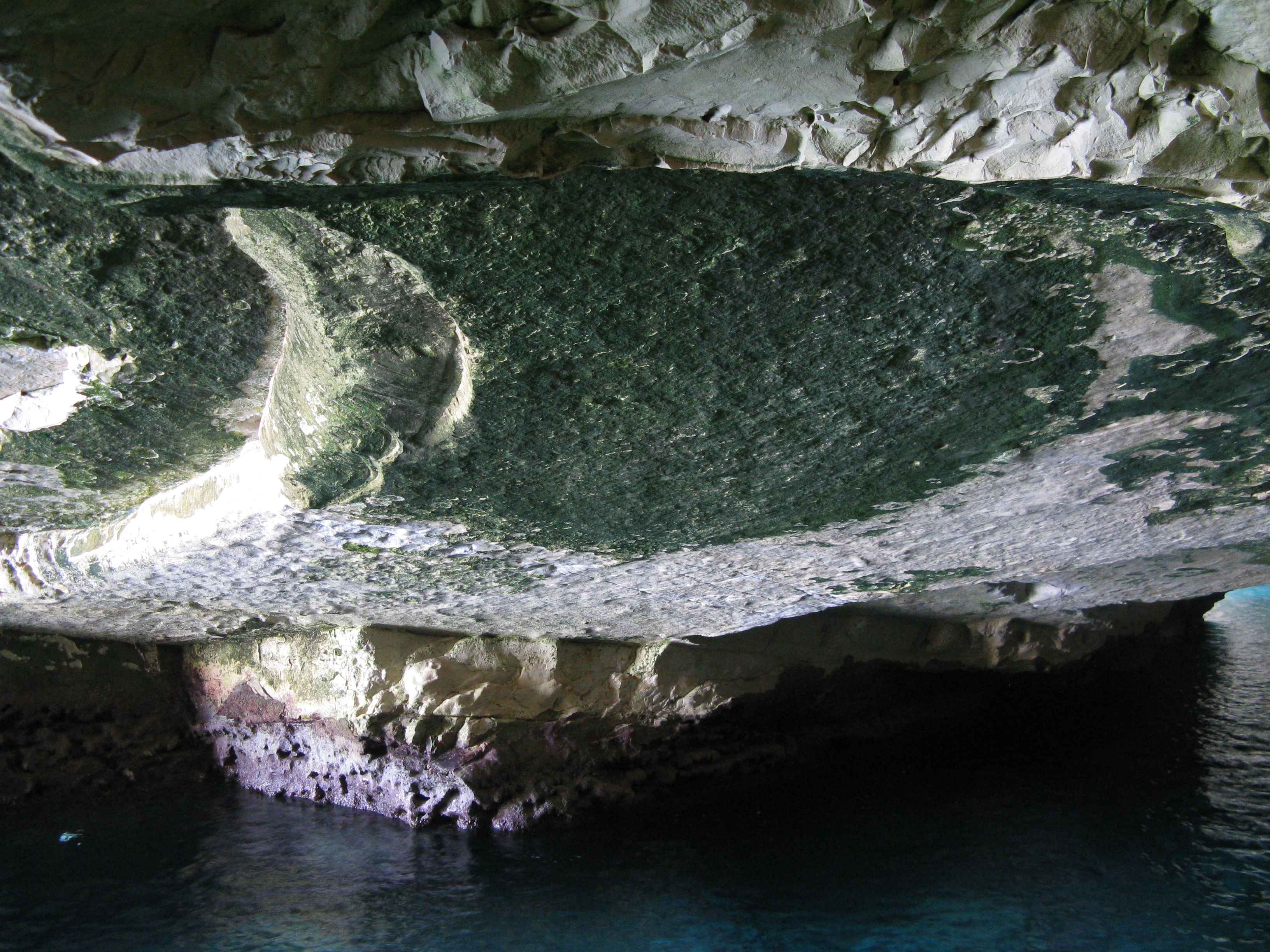
усередині гроту
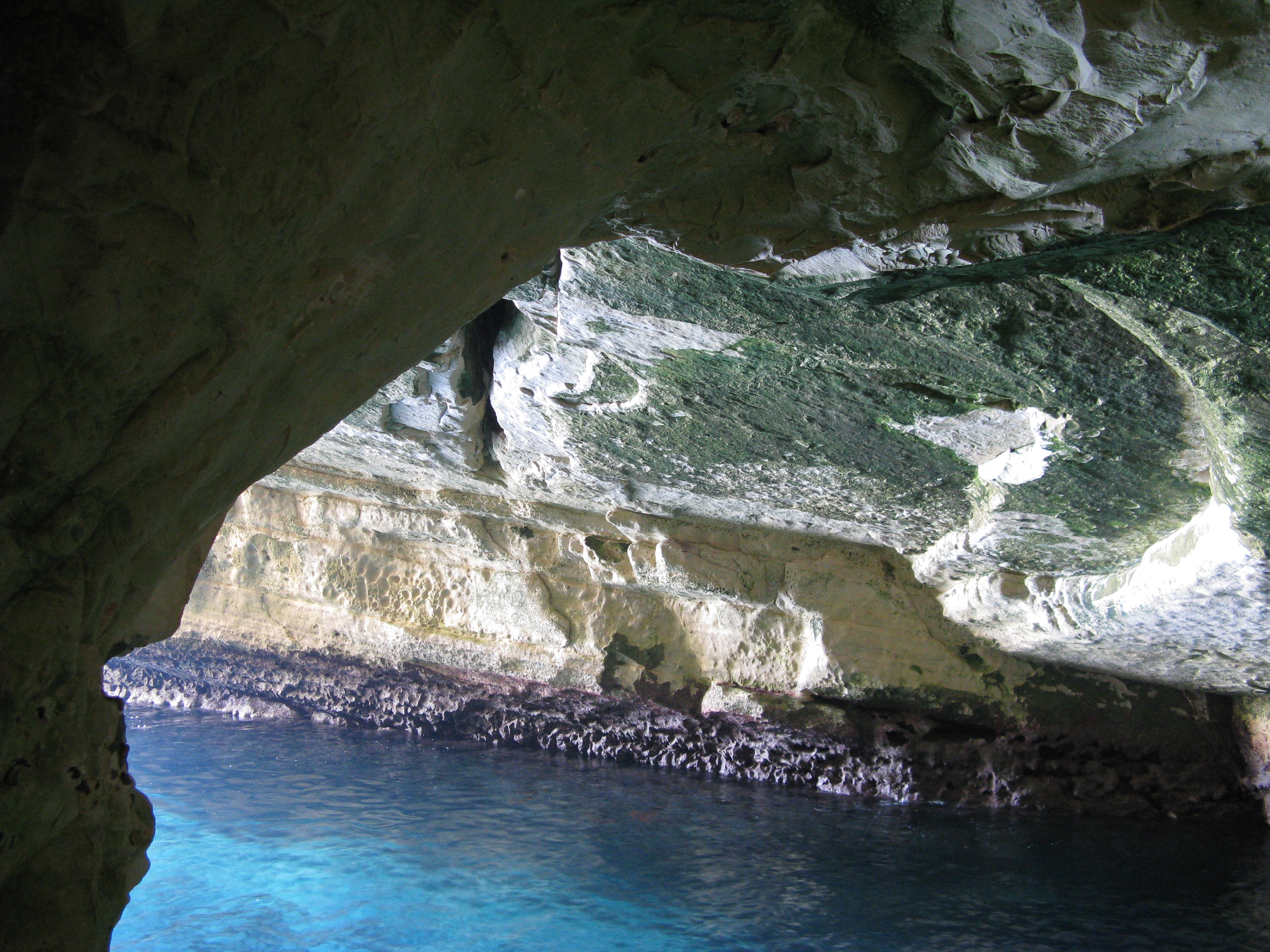
усередині гроту
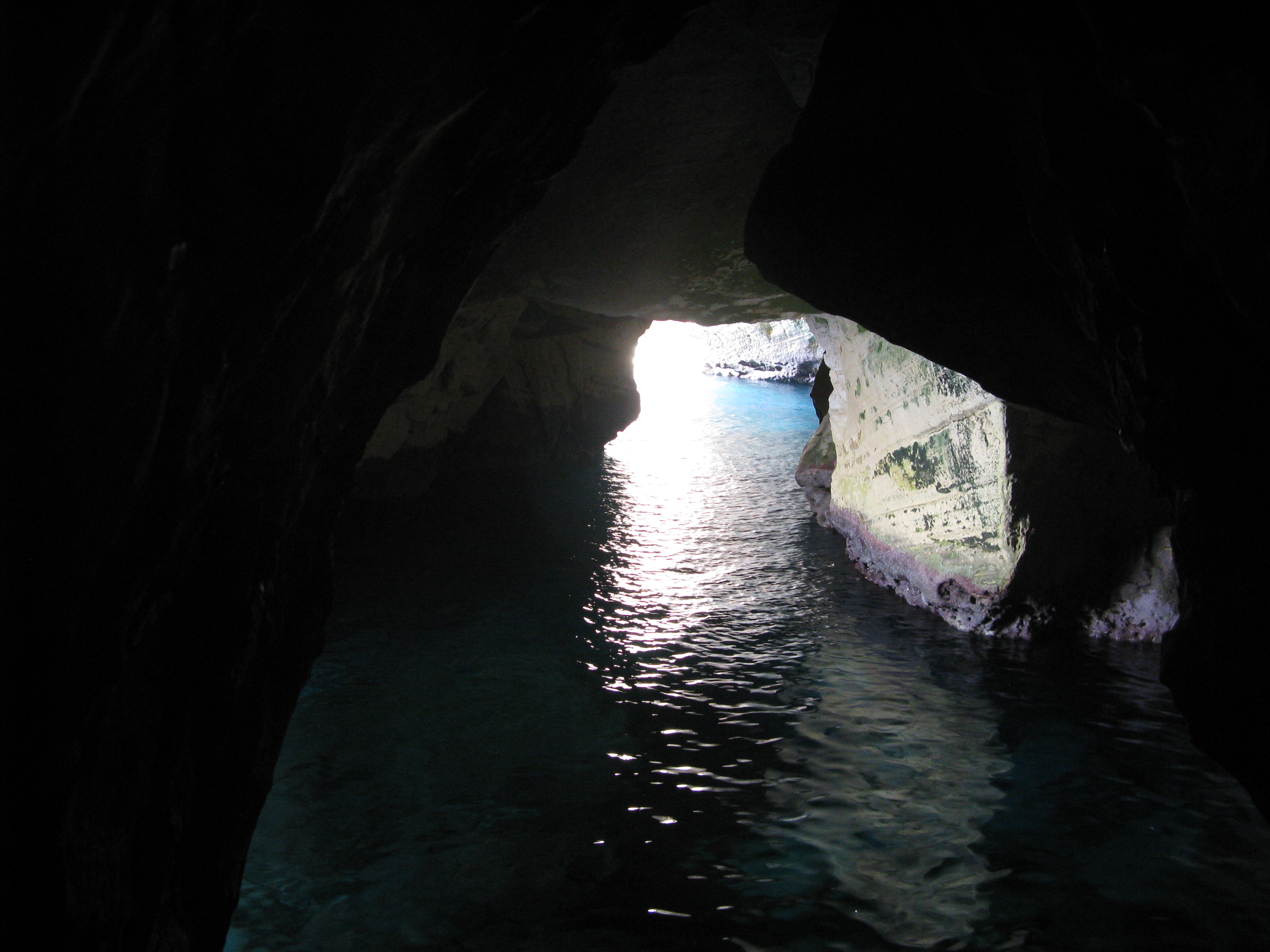
усередині гроту
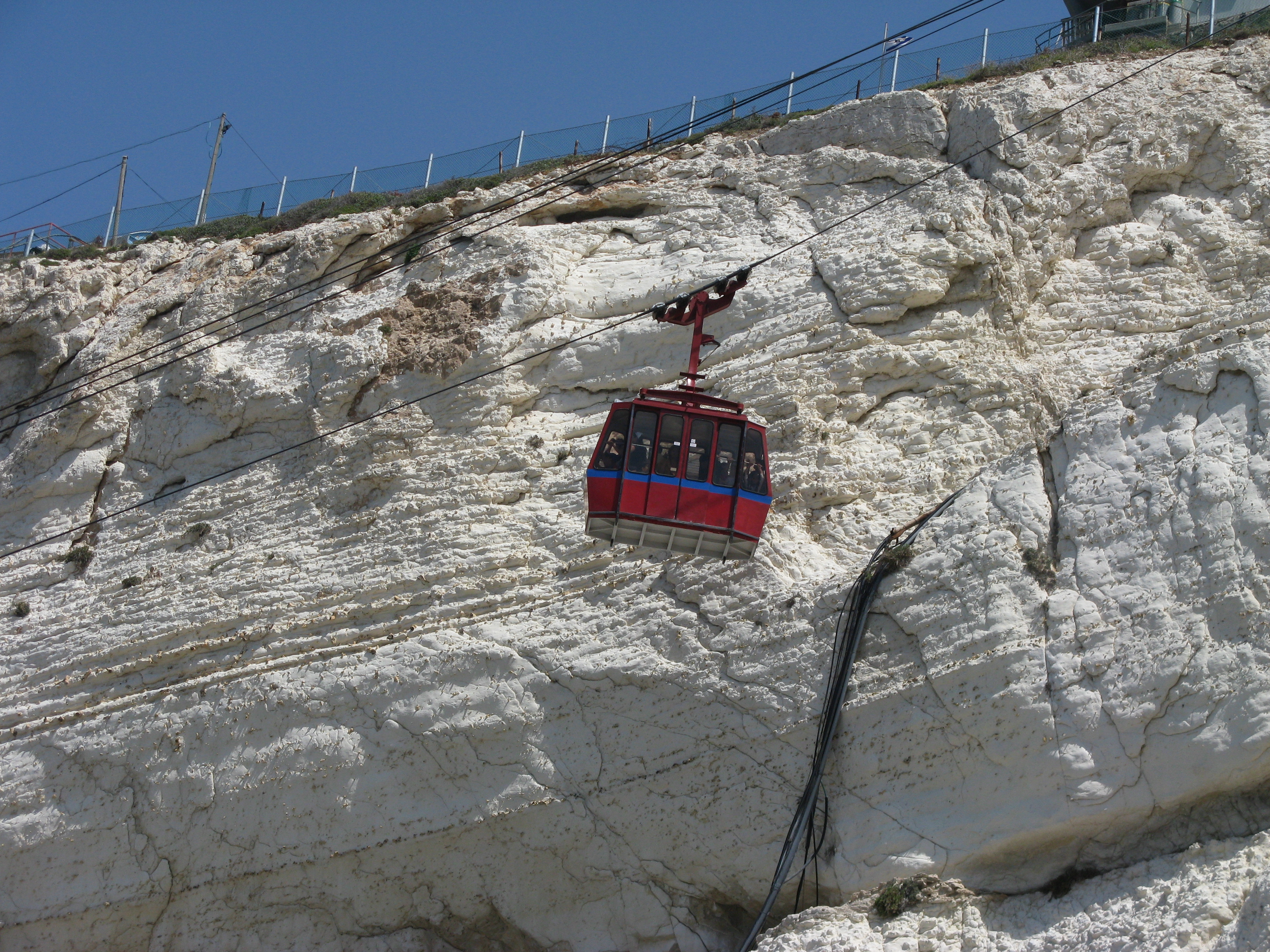
канатна дорога
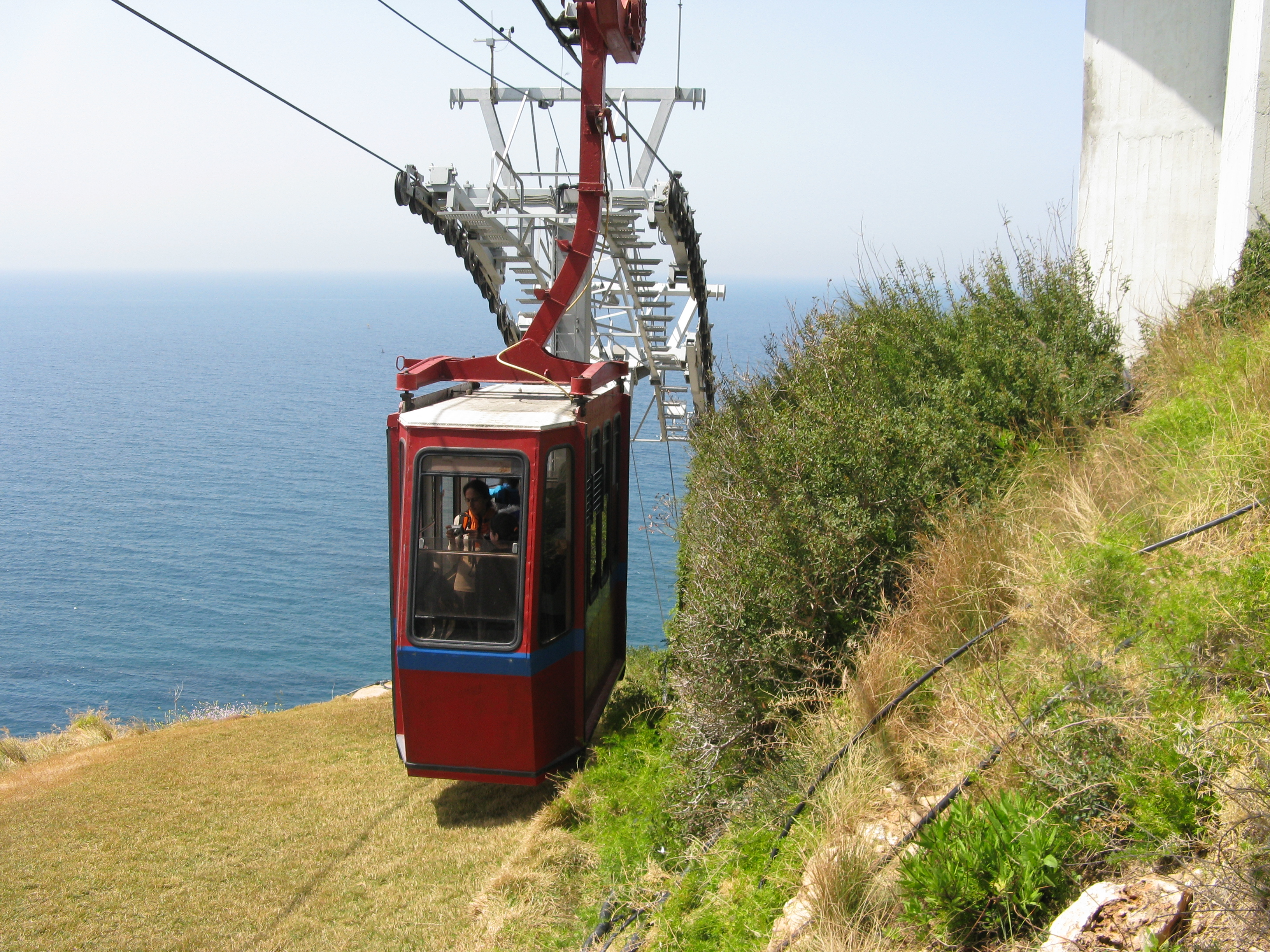
канатна дорога
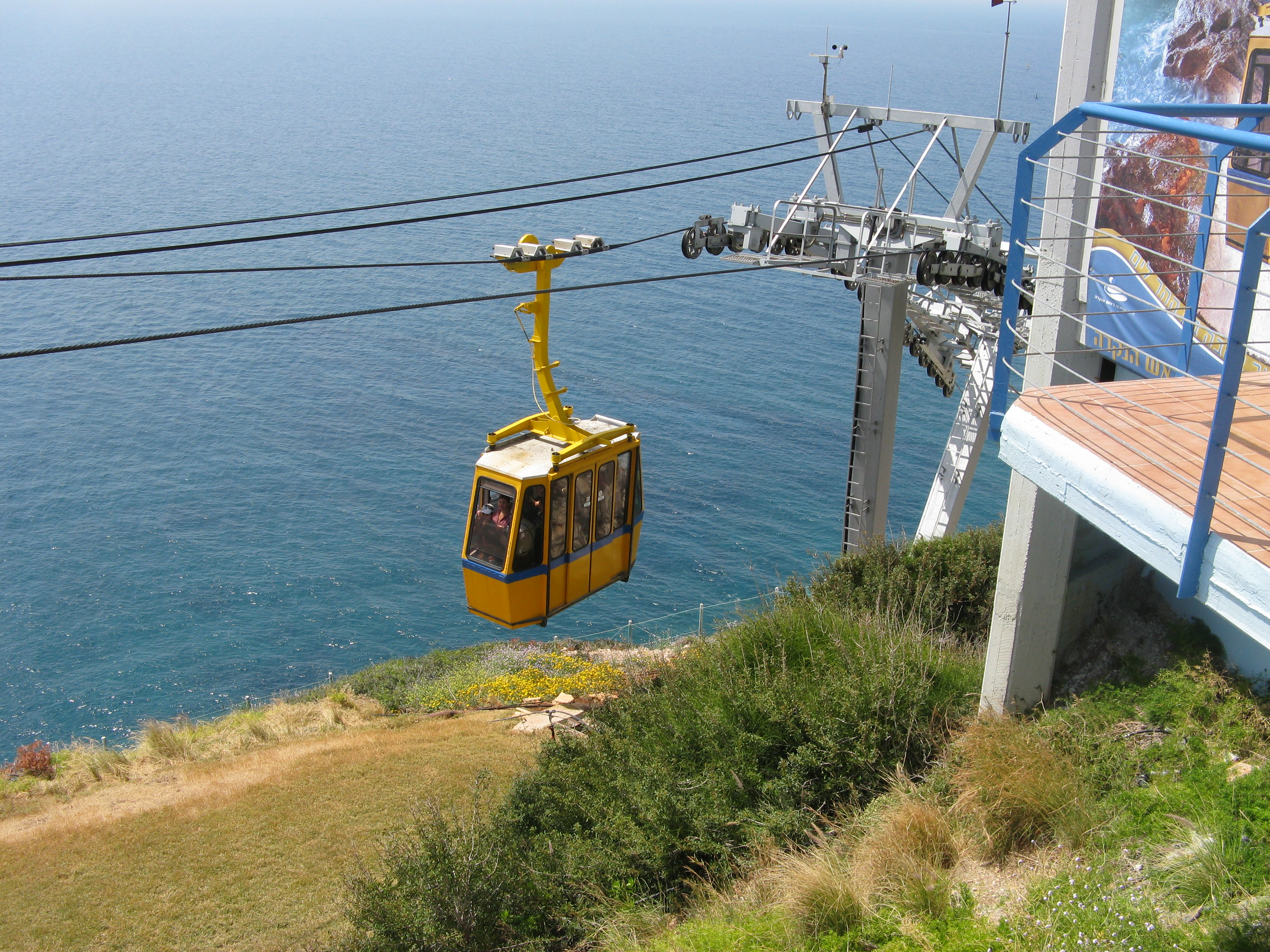
канатка
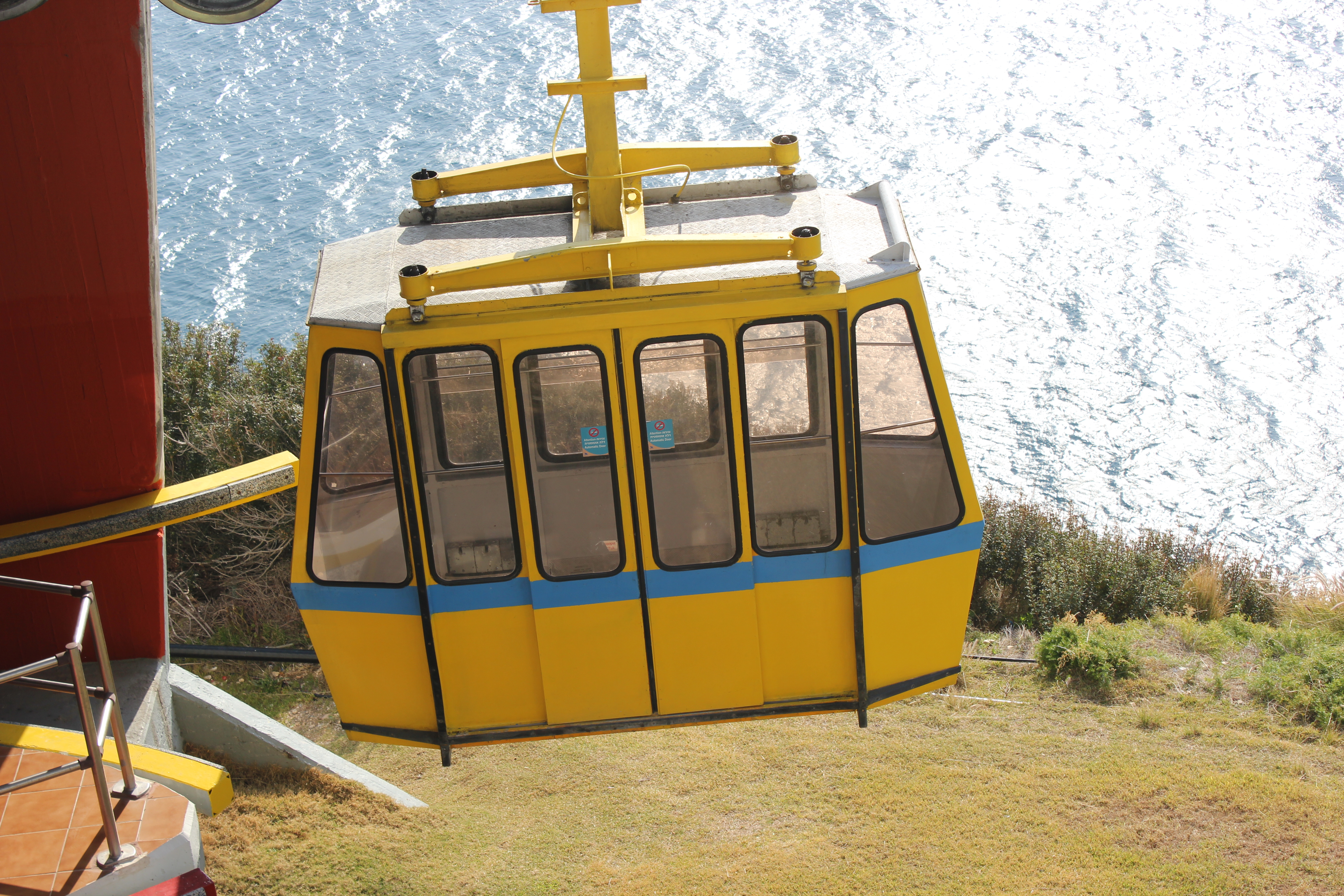
канатна дорога
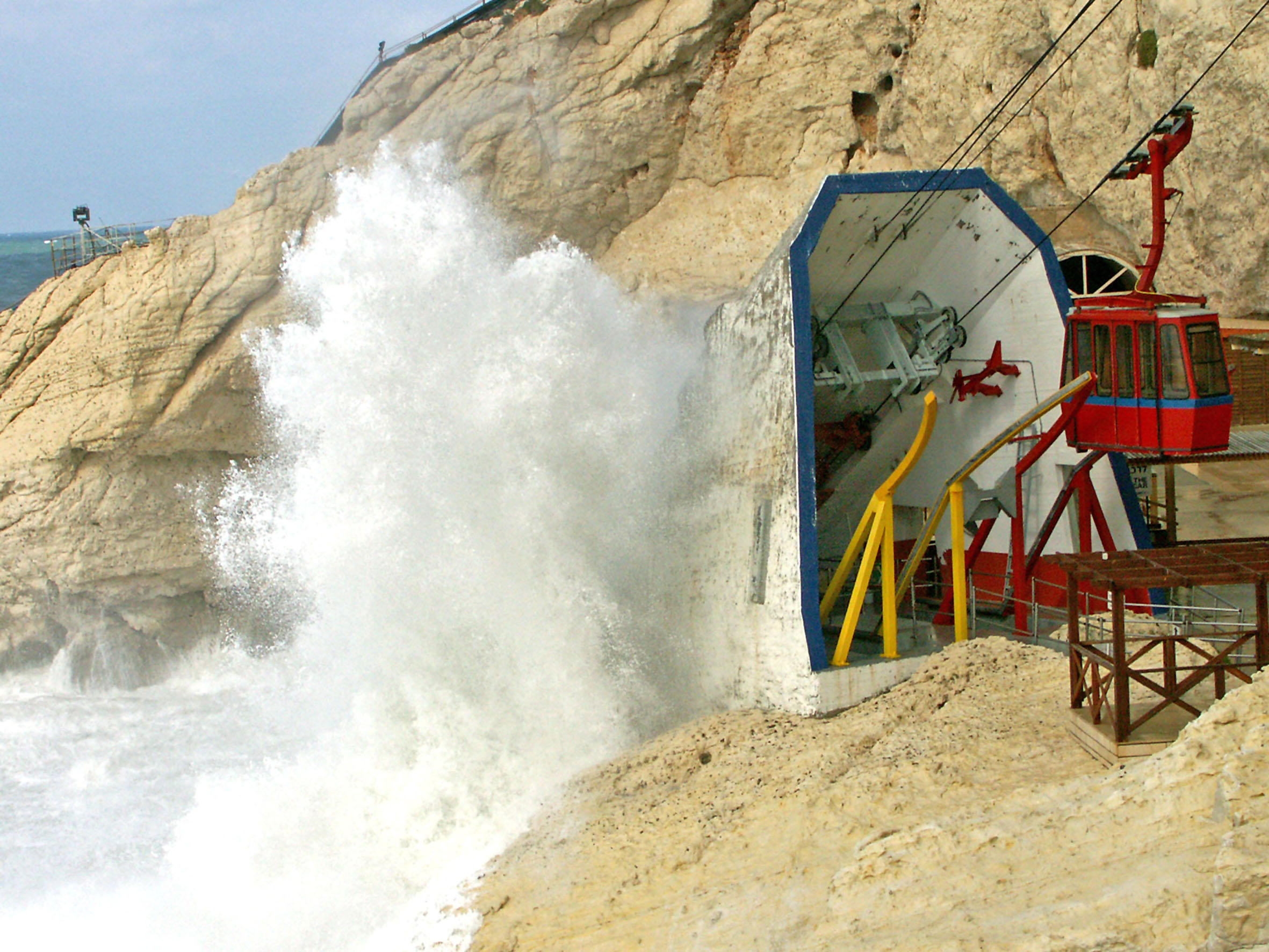
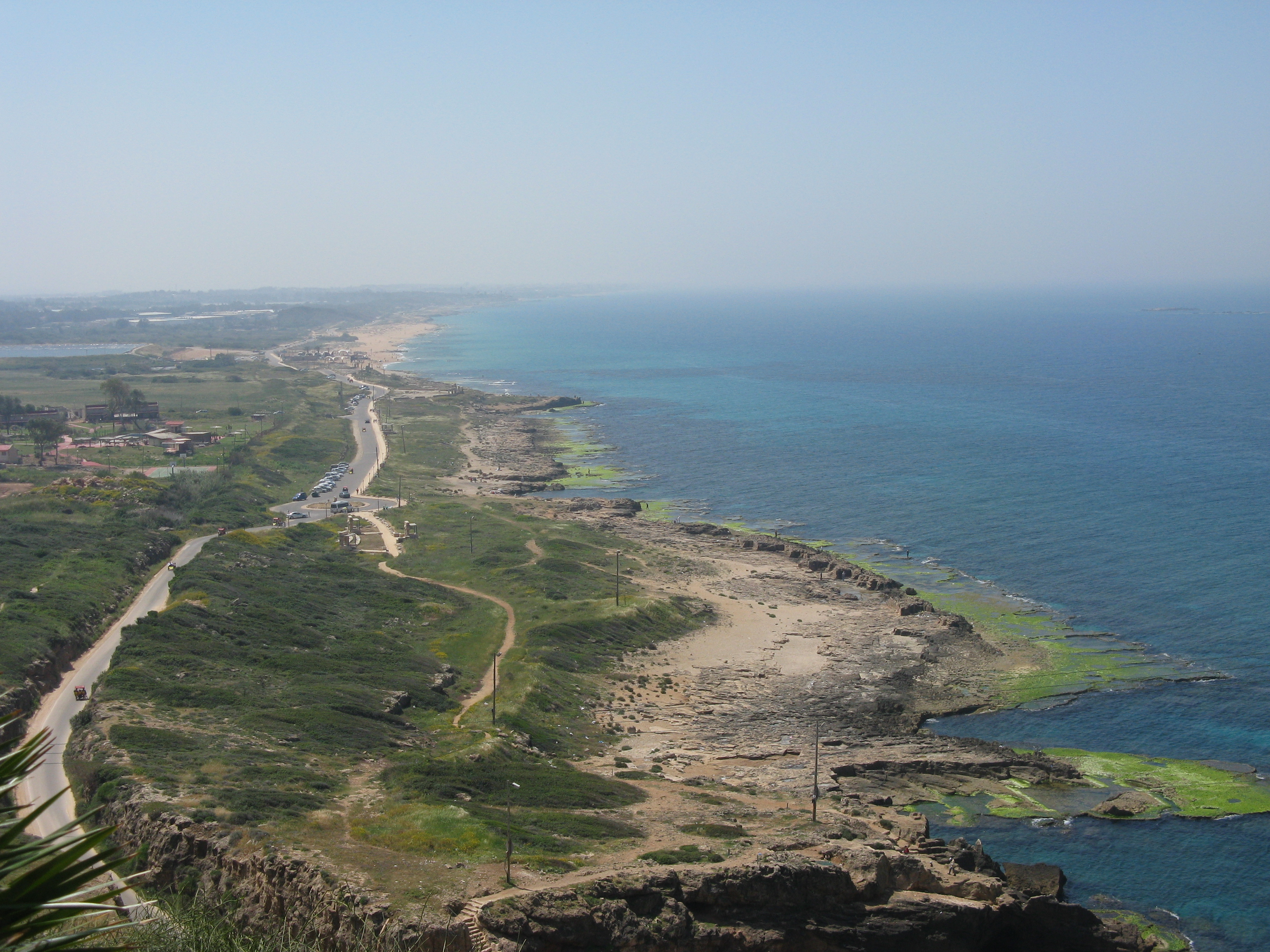
Вид з гори Рош-га-Нікра.
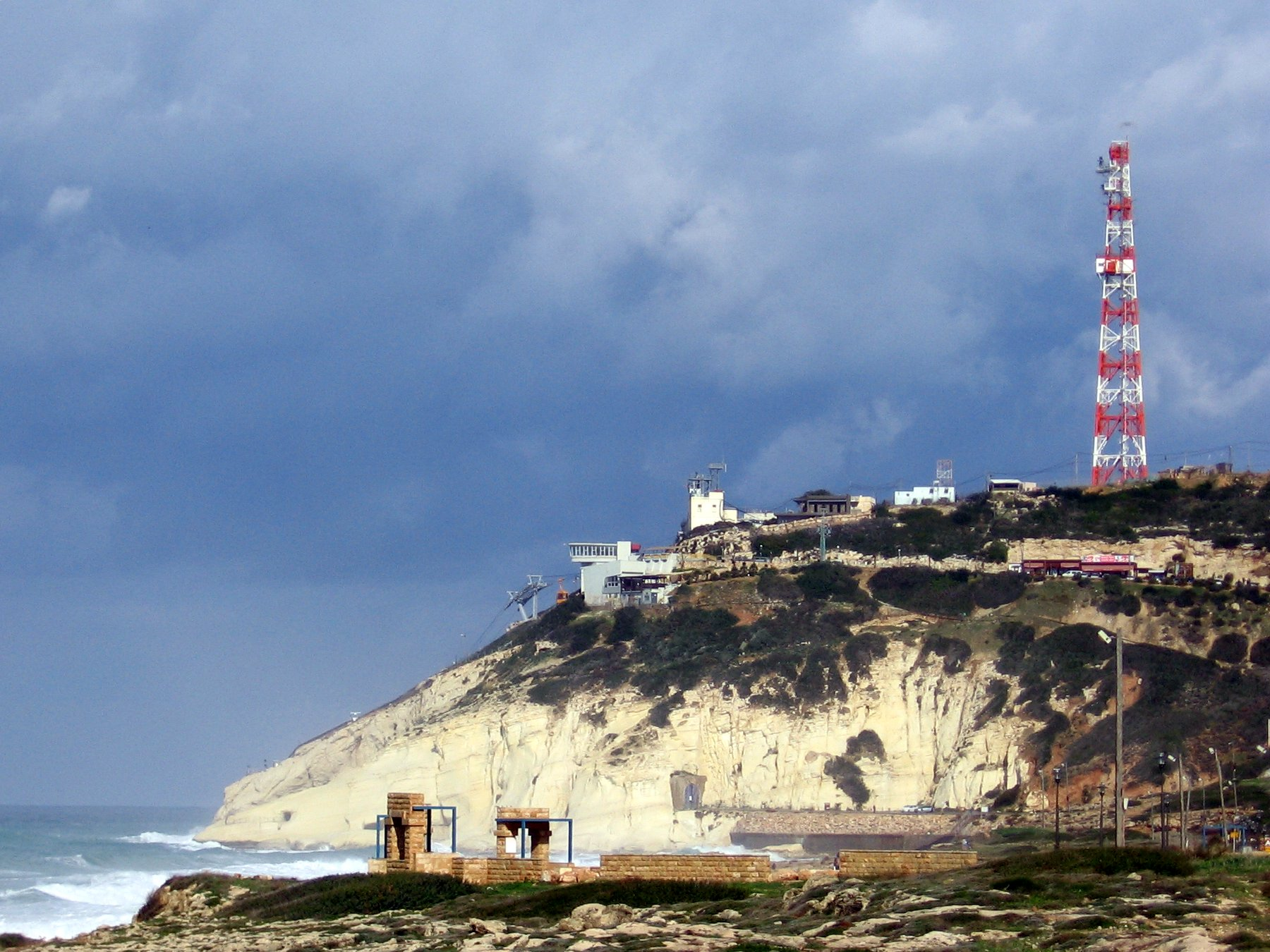
Рош-га-Нікра з півдня
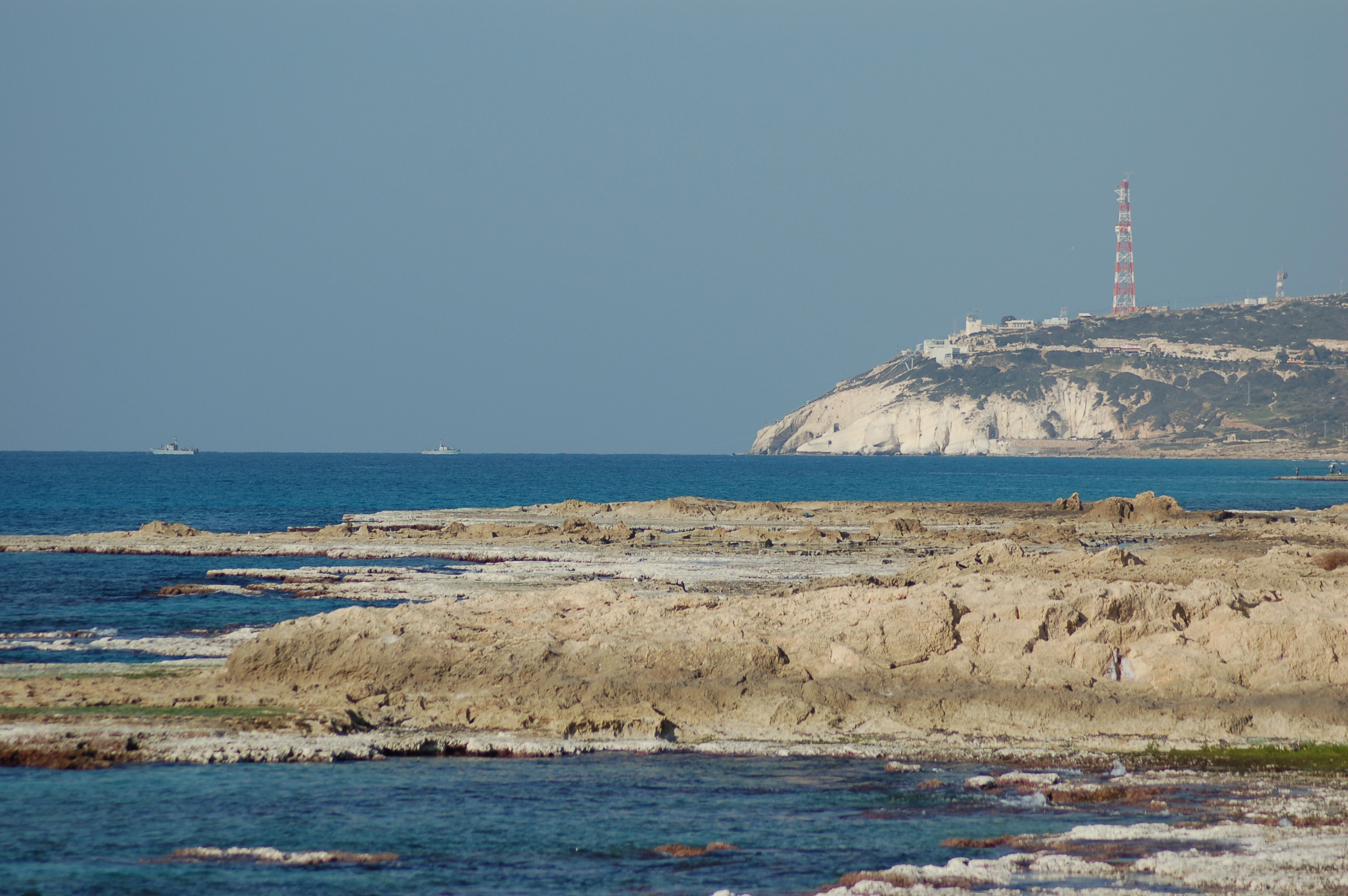
Пляж Ахзів у відлив
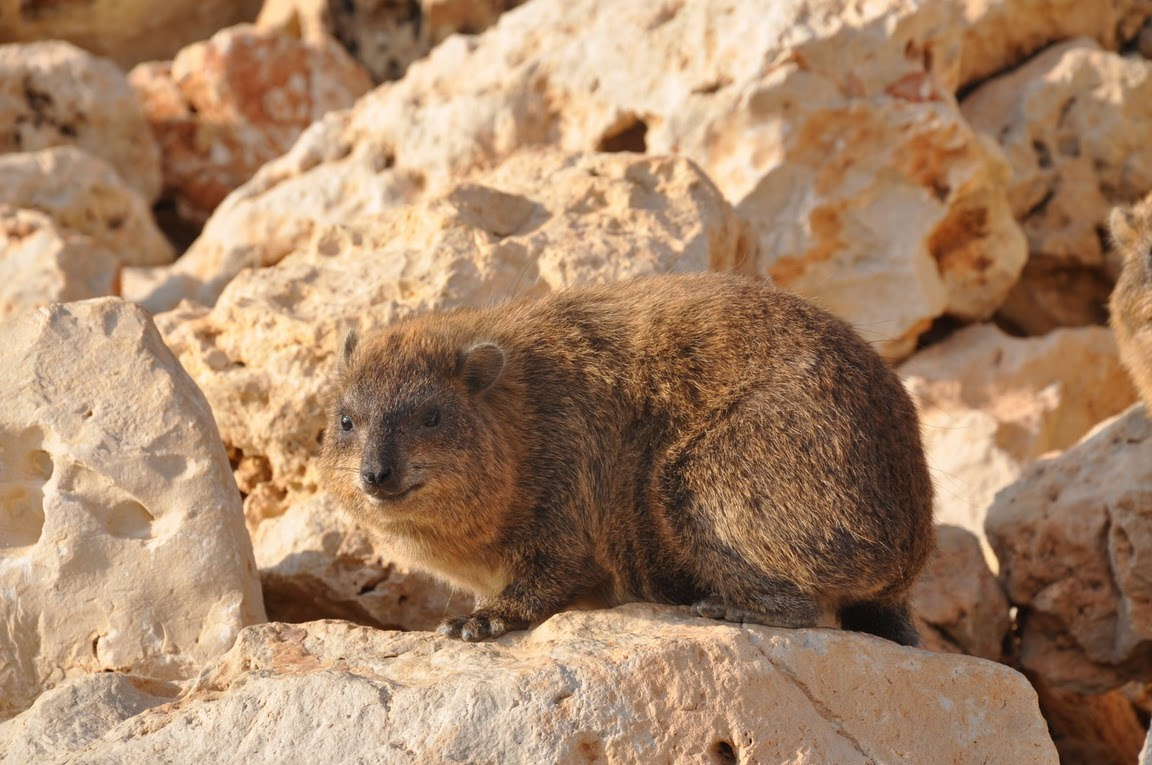
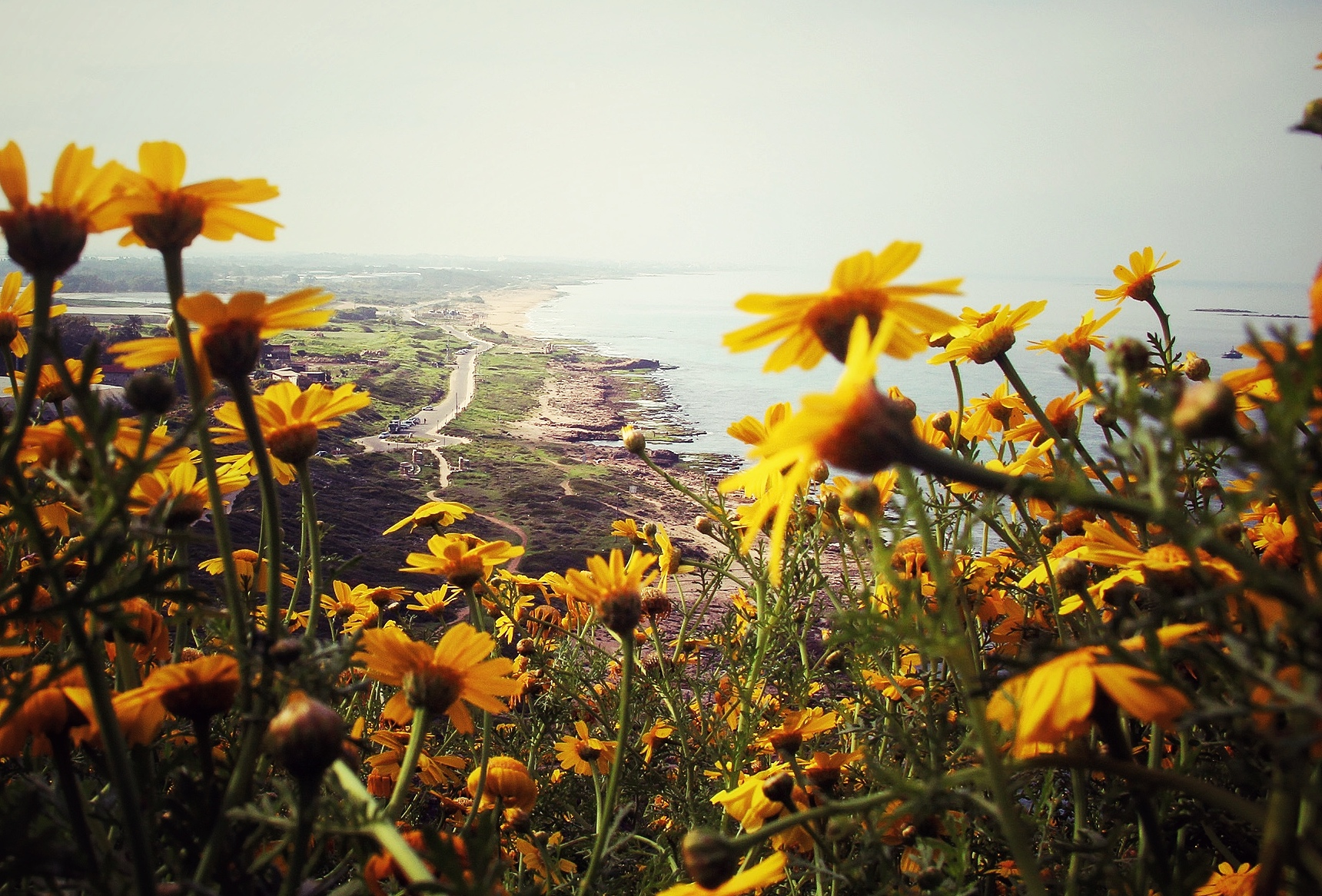